# Greatest Flix
Greatest Flix is een video-collectie van de Britse rockband Queen. 
Het werd uitgebracht op 19 oktober 1981 en is de eerste van de Greatest Flix serie. Alle bekende clips vanaf het begin t/m 1981 staan erop.

## Tracklist
1. Killer Queen
2. Bohemian Rhapsody
3. You're My Best Friend
4. Somebody to Love
5. Tie Your Mother Down
6. We Are the Champions
7. We Will Rock You (langzame studioversie)
8. We Will Rock You (snelle liveversie)
9. Spread Your Wings
10. Bicycle Race
11. Fat Bottomed Girls
12. Don't Stop Me Now
13. Love Of My Life (live)
14. Crazy Little Thing Called Love
15. Save Me
16. Play the Game
17. Another One Bites the Dust
18. Flash